# Departamento Río Segundo

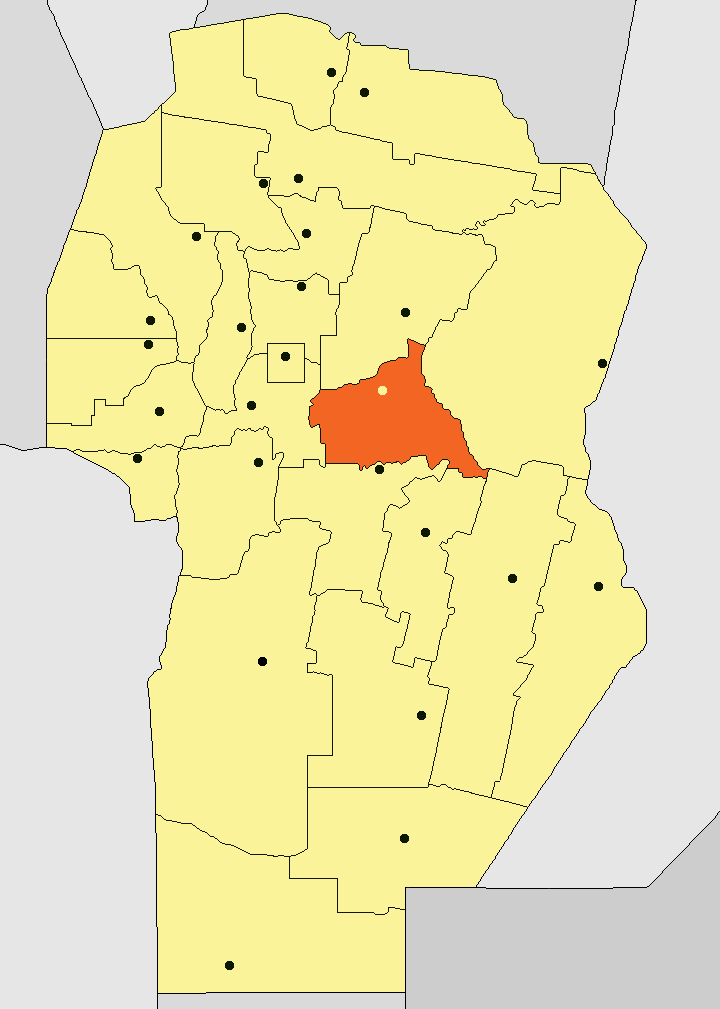
Lage des Departamento Río Segundo in der Provinz Córdoba

Río Segundo ist ein Departamento im mittleren Zentrum der zentralargentinischen Provinz Córdoba.
Insgesamt leben dort 113.950 Menschen auf 5152 km². Die Hauptstadt des Departamento ist Villa del Rosario.

## Städte und Dörfer
- Calchín
- Calchín Oeste
- Capilla del Carmen
- Carrilobo
- Colazo
- Colonia Videla
- Costa Sacate
- Impira
- Laguna Larga
- Las Junturas
- Los Chañaritos
- Luque
- Manfredi
- Matorrales
- Oncativo
- Pilar
- Pozo del Molle
- Rincón
- Río Segundo
- Santiago Temple
- Villa del Rosario[2]